# Гуидати, Алессандро
Алессандро Гуидати (греч. Αλέξανδρος Γουιδάτος, итал. Alessandro Guidati, 4.12.1882 г., Керкира, Греция — 25.06.1952 г., Греция) — католический прелат, апостольский викарий апостольского викариата Фессалоник с 30 апреля 1927 года по 15 июля 1929 год, архиепископ Наксоса, Андроса, Тиноса и Миконоса с 15 июля 1929 года по 22 февраля 1947 год, апостольский администратор епархии Хиоса с 1939 года по 22 февраля 1947 года.

## Биография
Алессандро Гуидати родился 4 февраля 1882 года в городе Керкира, Греция. После получения теологического образования был рукоположён 17 сентября 1905 года в священника.
30 апреля 1927 года Римский папа Пий XI назначил Алессандро Гуидати апостольским викарием апостольского викариата Фессалоник и титулярным епископом Адады. 4 сентября 1927 года состоялось рукоположение Алессандро Гуидати в епископа, которое совершил архиепископ Наксоса, Андроса, Тиноса и Миконоса Леонард Бриндизи в сослужении с афинским архиепископом Иоаннисом Филиппуссисом и епископом Хиоса Николаосом Харикиопулосом.
15 июля 1929 года Римский папа Пий XI назначил Алессандро Гуидати архиепископом Наксоса, Андроса, Тиноса и Миконоса.
В 1939 году Алессандро Гуидати был назначен апостольским администратором епархии Хиоса.
22 февраля 1947 года Алессандро Гуидати вышел на пенсию и был назначен титулярным епископом Никополя Эпирского.
25 июня 1952 года Алессандро Гуидати скончался.